# Kefermarkt
Kefermarkt egy város Felső-Ausztriában, a Freistadti járásban, 2017. január 1-én 2097 lakossal. Az önkormányzat a Freistadt bírói kerületben található, 12 településből álló önkormányzattal.

## Fekvése
516 méter. Kefermarkt Freistadt, Lasberg, Gutau, Pregarten és Neumarkt im Mühlkreis településekkel határos.

## Földrajza
Kefermarkt 516 m magasan helyezkedik el a Mühlviertel keleti részén. Kiterjedése északról délre 7,4 km és nyugatról keletre 8,9 km, a teljes terület 27,8 km². Ennek 7,6%-a erdős, 81,5%-át mezőgazdaságra használják.

## Története
A 813 méter tengerszint feletti magasságú Buchberg oldalában, a városka előtt egyhatalmas vár látványa bontakozik ki az ideérkezők szeme előtt.

## Weinberg kastély

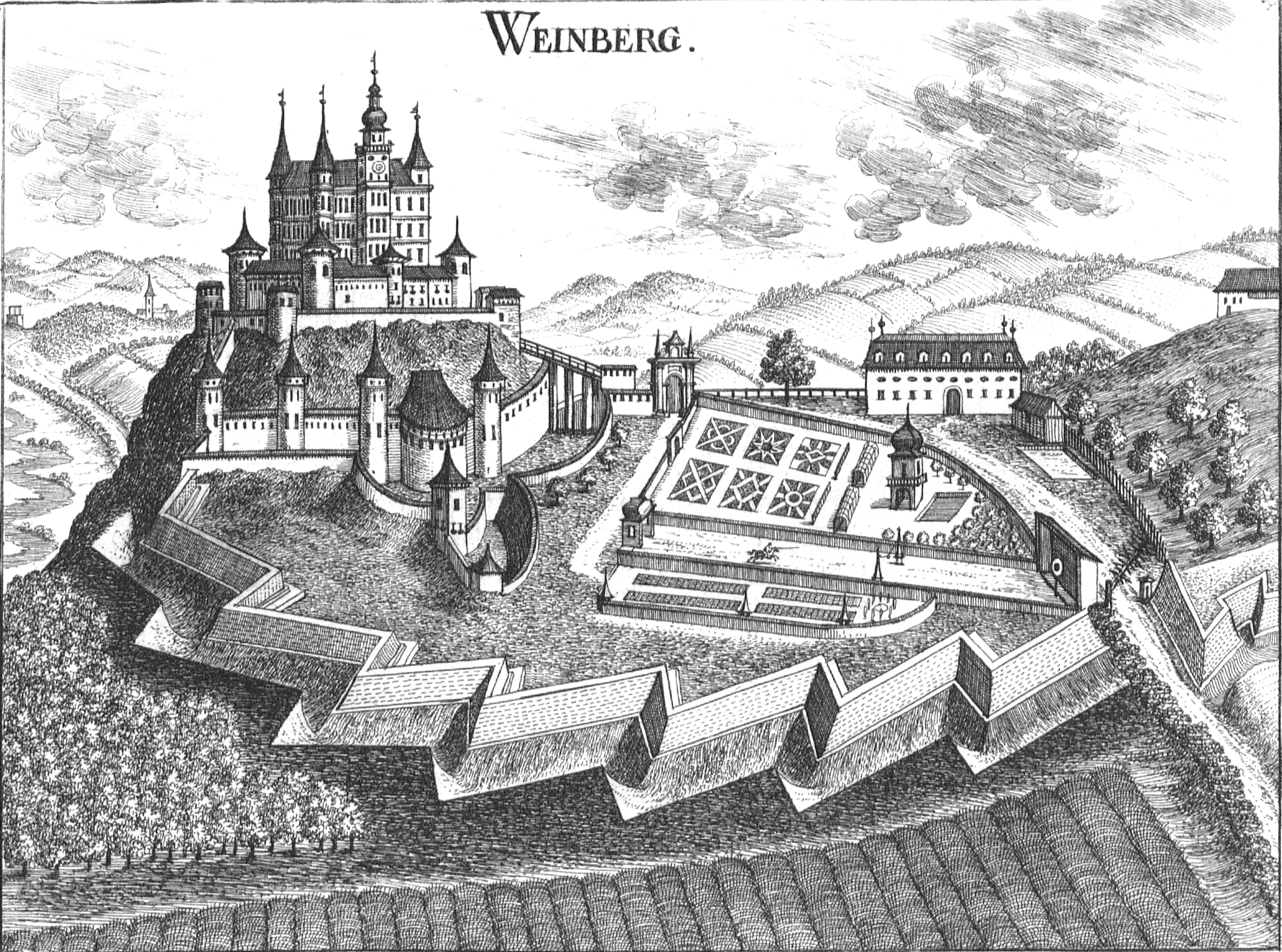
A kastély 1674-ben

A Weinberg kastély (Schloss Weinberg) nevét 1305-ben említették először. A kastély 1628-ig a protestánssá lett Zelkingeké volt, majd a katolikus Thürheim család birtokába került.
A négyszárnyas, négyszintes reneszánsz várkastély két sarkában kerek tornyok állnak. Főhomlokzatának közepén pedig a téglalap alaprajzú hatalmas torony emelkedik, amelyet gyönyörű, laternás rézsisak koronáz, közvetlenül alatta körbefutó galériával.
A szemközti épületszárnyból erősen kilép a huszártornyos kápolna. A főhomlokzat előtt és két oldalt szabálytalan vonalú erődített épületgyűrű húzódik, sarkain három, tömzsi kerek toronnyal. Welberget ezenkívül a várhegy oldalában kettős védfal és mély árok tette megközelíthetetlenné. A várba az árkon átívelő kőhídon, majd kapuerődön át lehetett bejutni.
A várkápolna stukkói B. Carloné munkája, a barokk oltár valószínű B. Altoimonte alkotása. A rokokó gyógyszertár a linzi Landesmuzeumba került.

## Nevezetességek
- Weinberg kastély (Schloss Weinberg)

- Szt. Wolfgang-plébániatemplom (Pfarrkirche St. Wolfgang) - a templomot a 15. század végén építtette újjá Christoph von Zelking, Weinberg ura. Az ő megrendelésére készült a 13,5 méter magas szárnyas oltár is, melynek alkotója a legújabb kutatások szerint passaui szobrász lehetett. A templom a 18. században szinte csaknem teljesen elpusztult. 1852-1855-ben az akkoriban tartományi iskolaügyi tanácsos és kultúrreferens híres író restauráltatta.

A szárnyas oltár a kefermarkti a krakkói és a St. Wolfgang-i mellett a legjelentősebb faragott, ónémet szárnyas oltár.

## Galéria

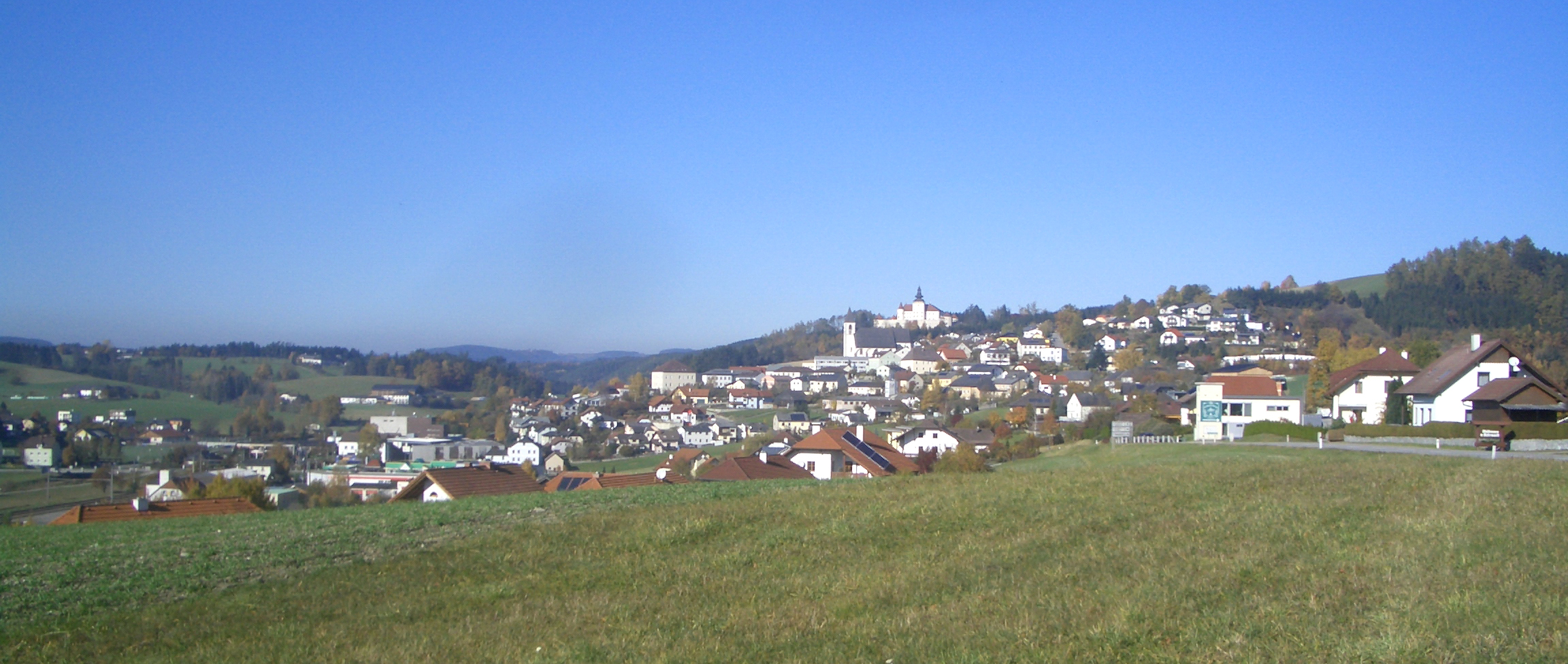
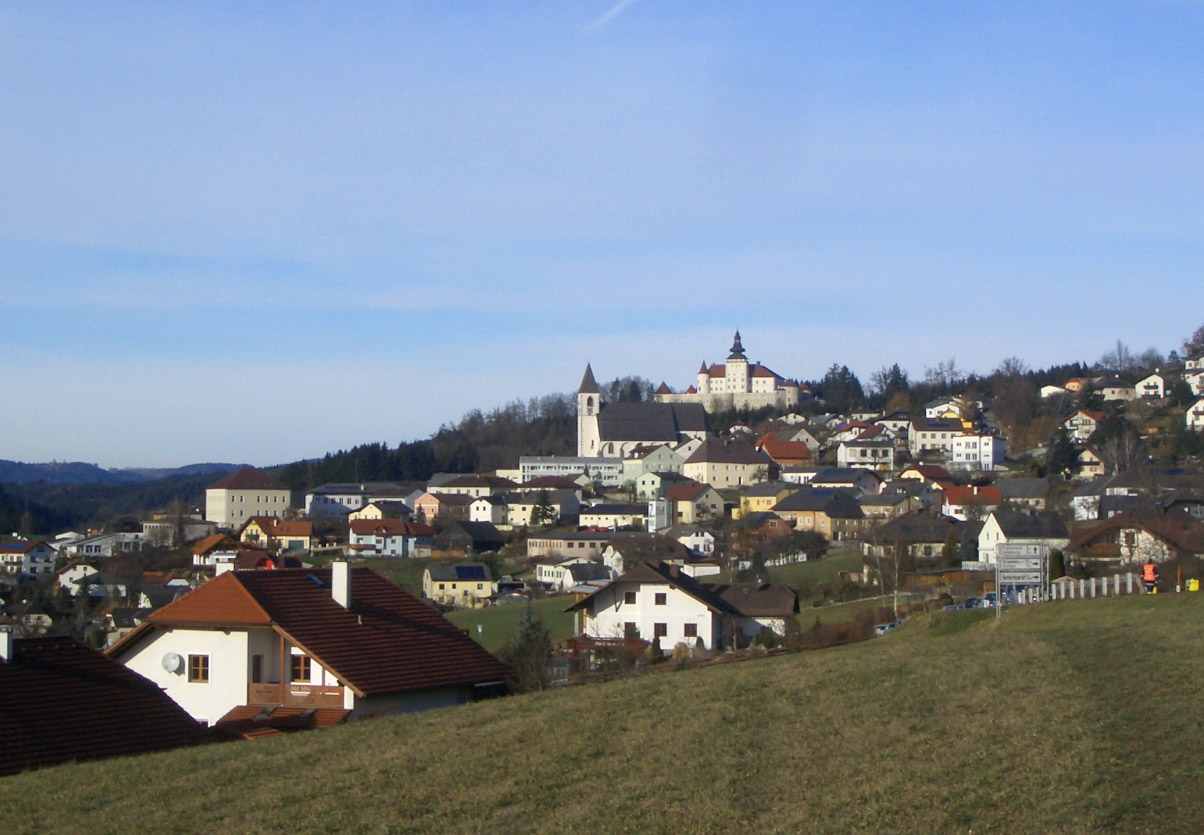
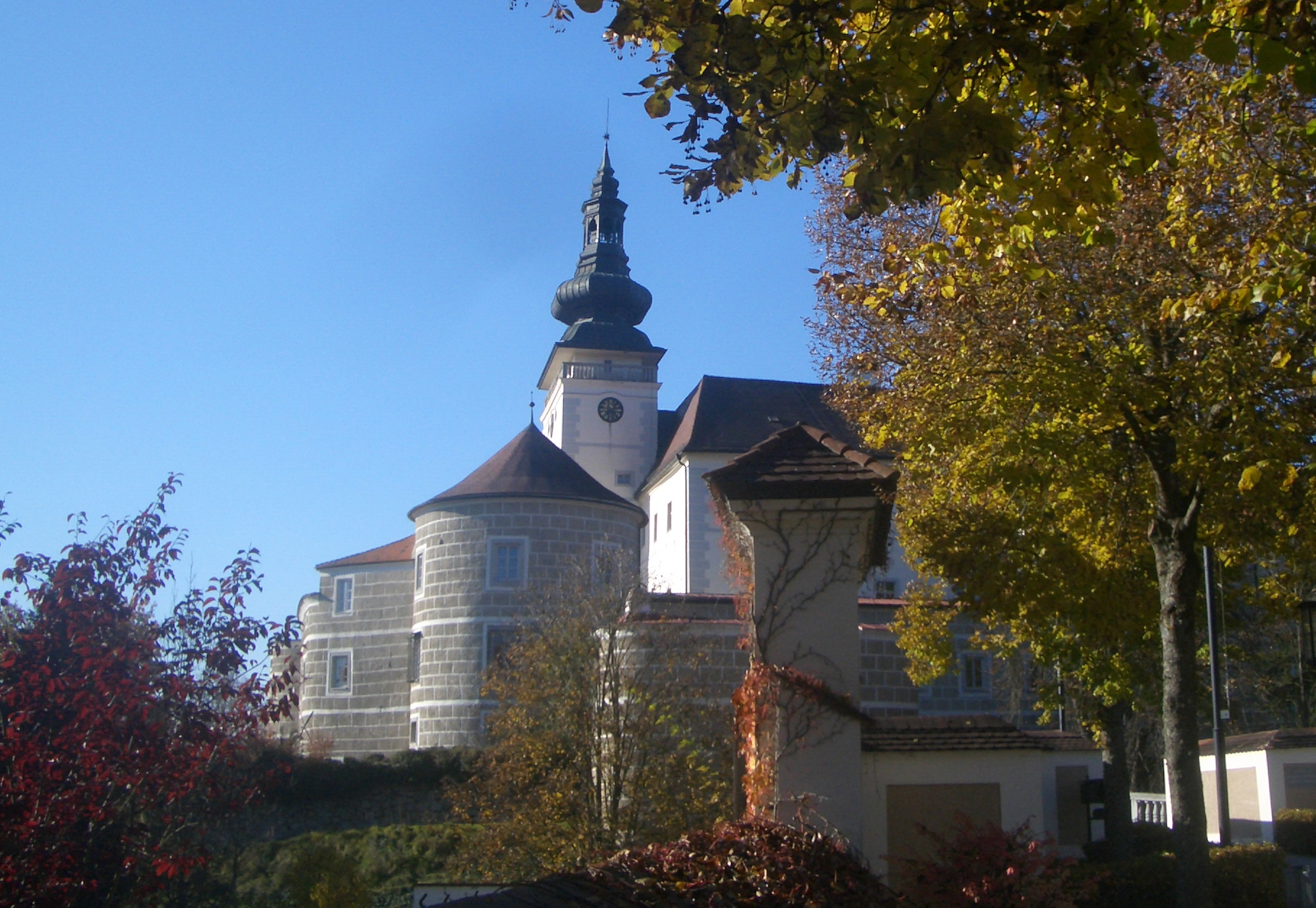
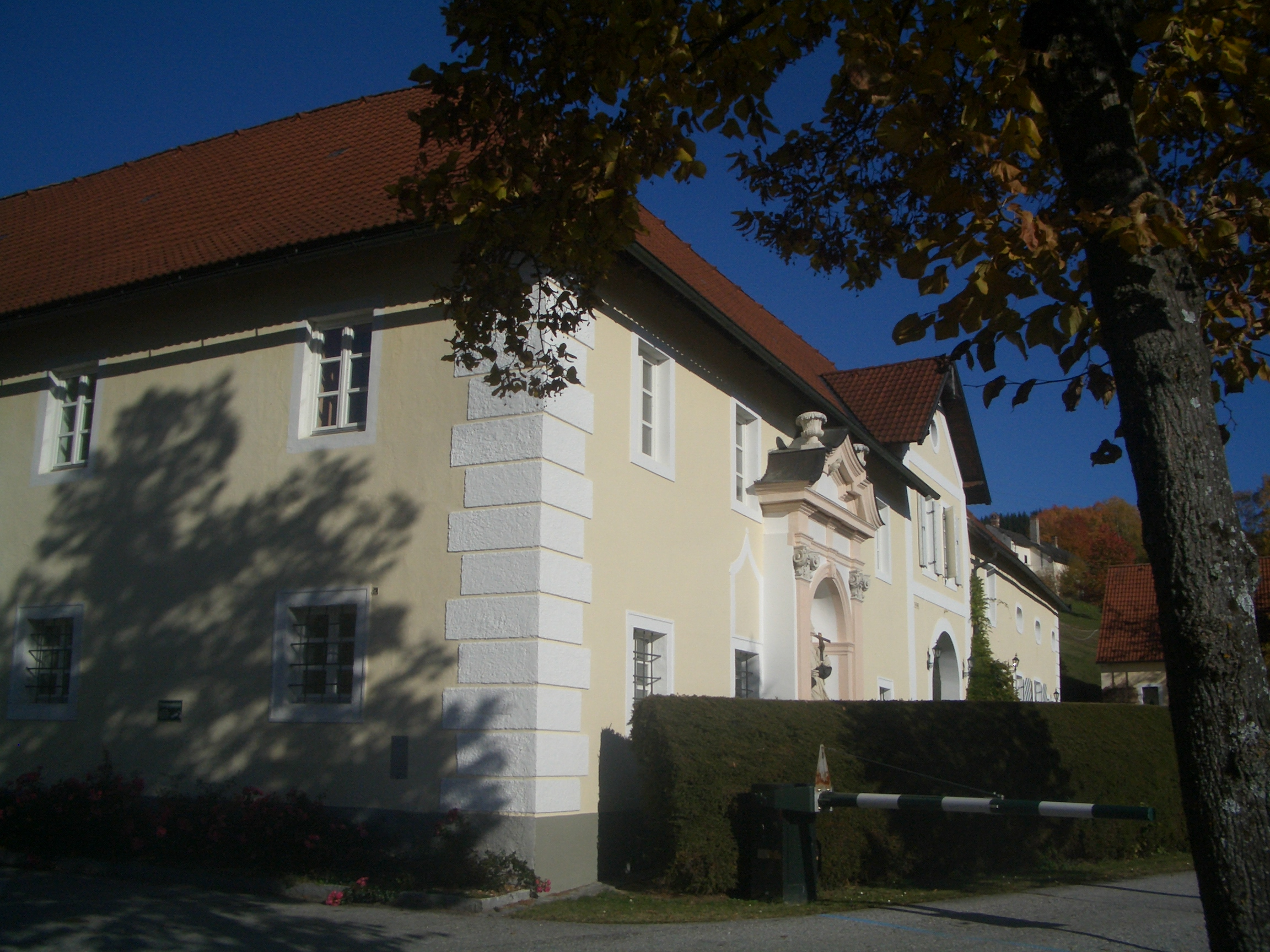
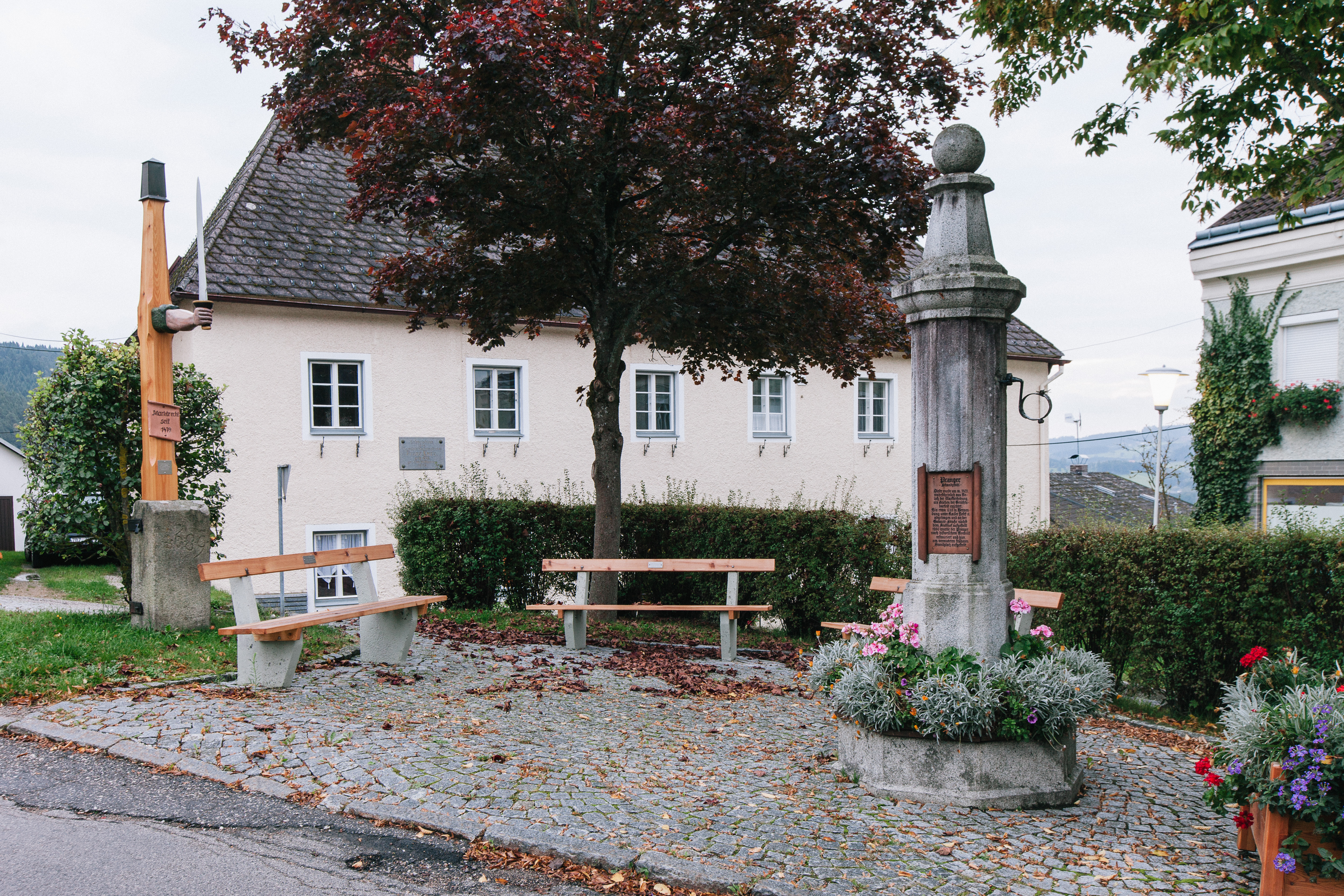
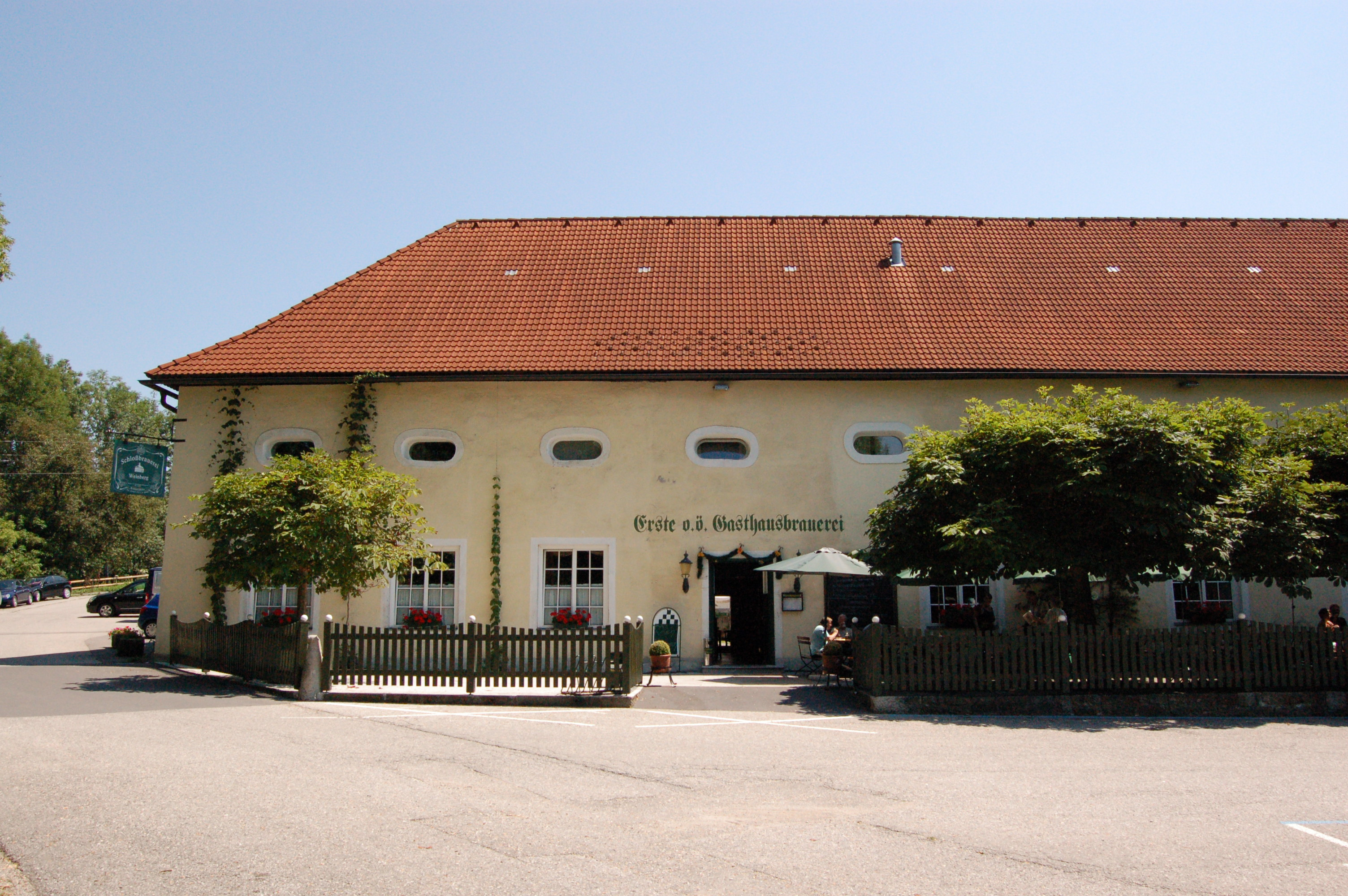
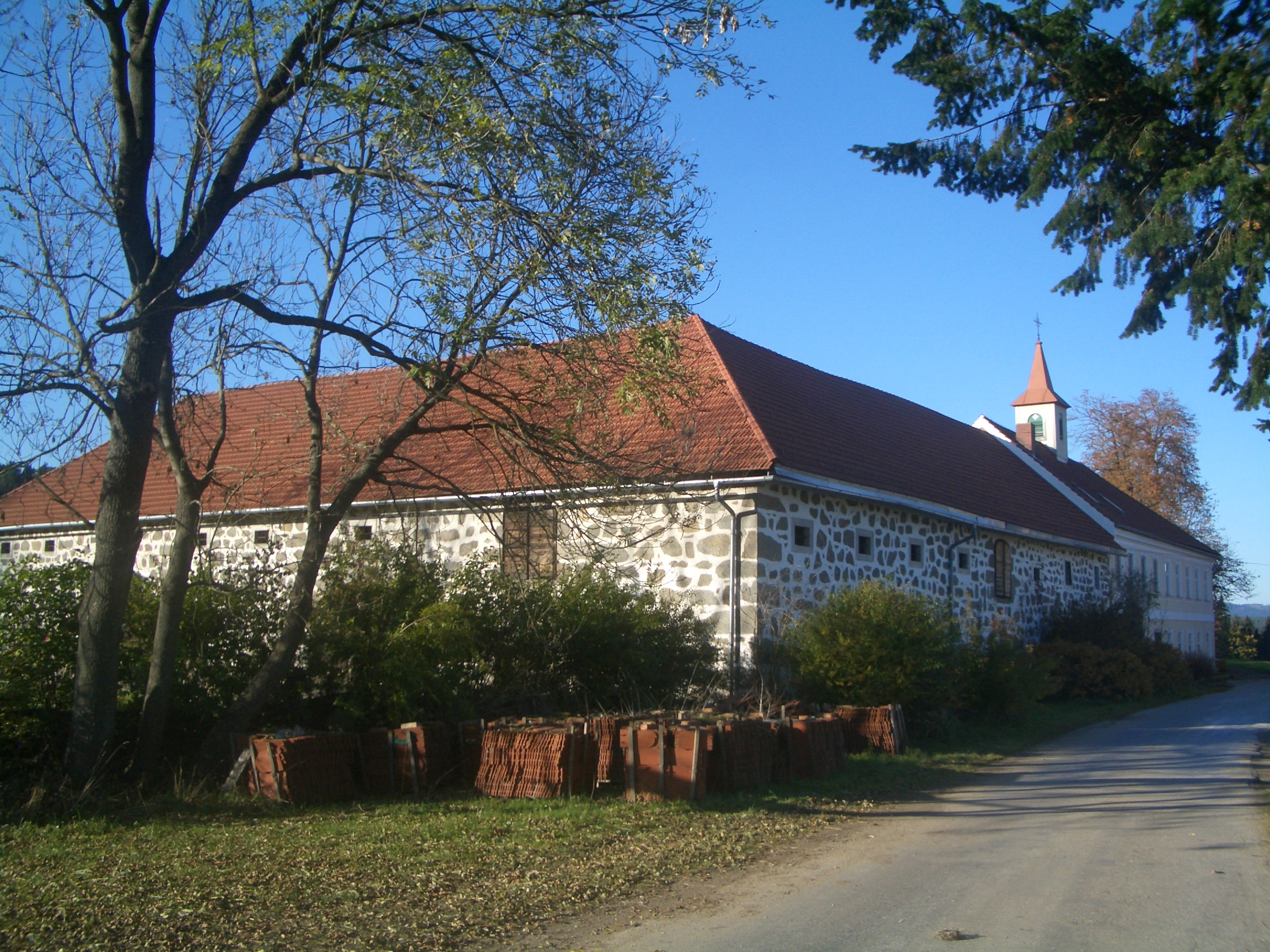
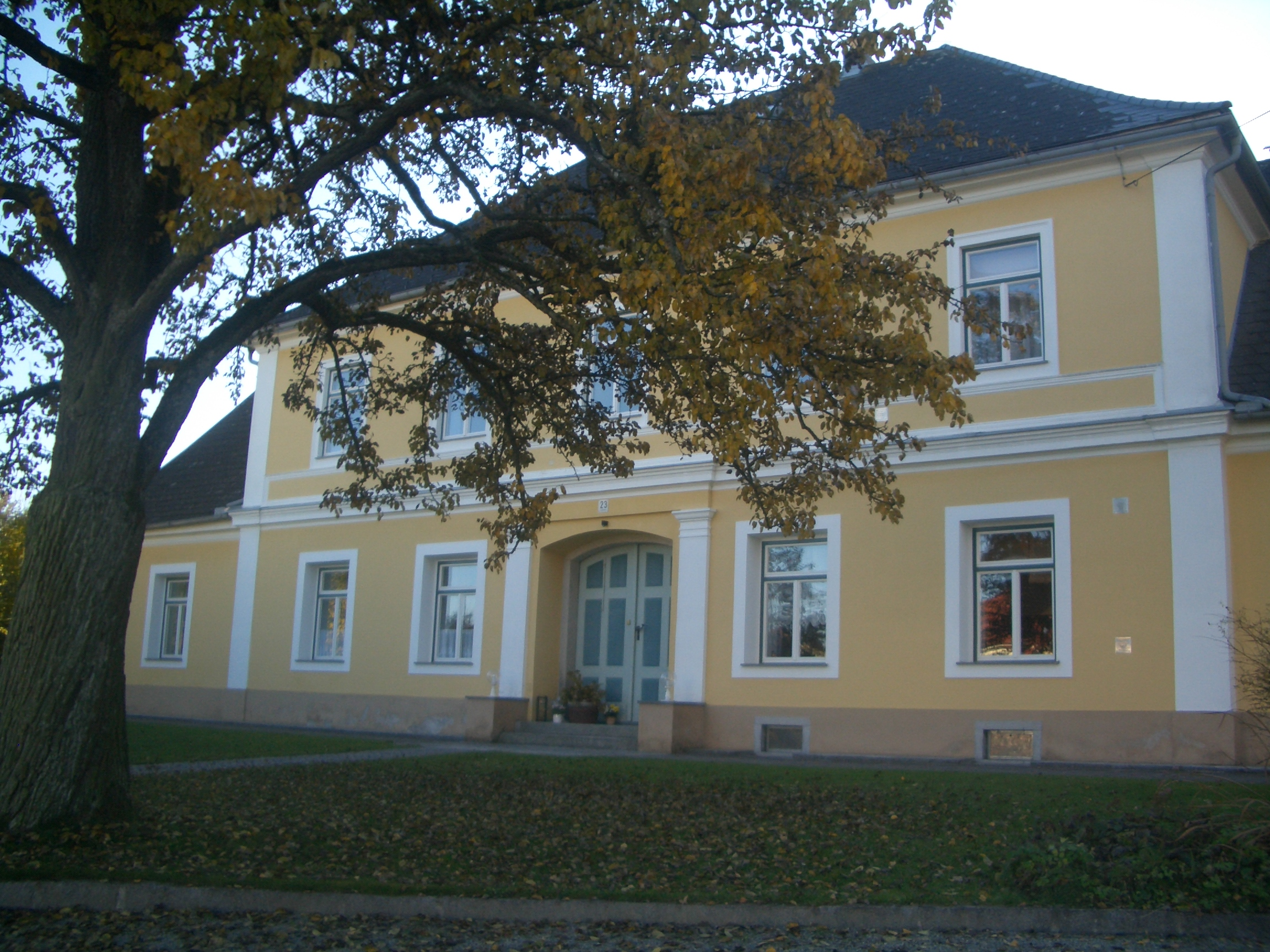
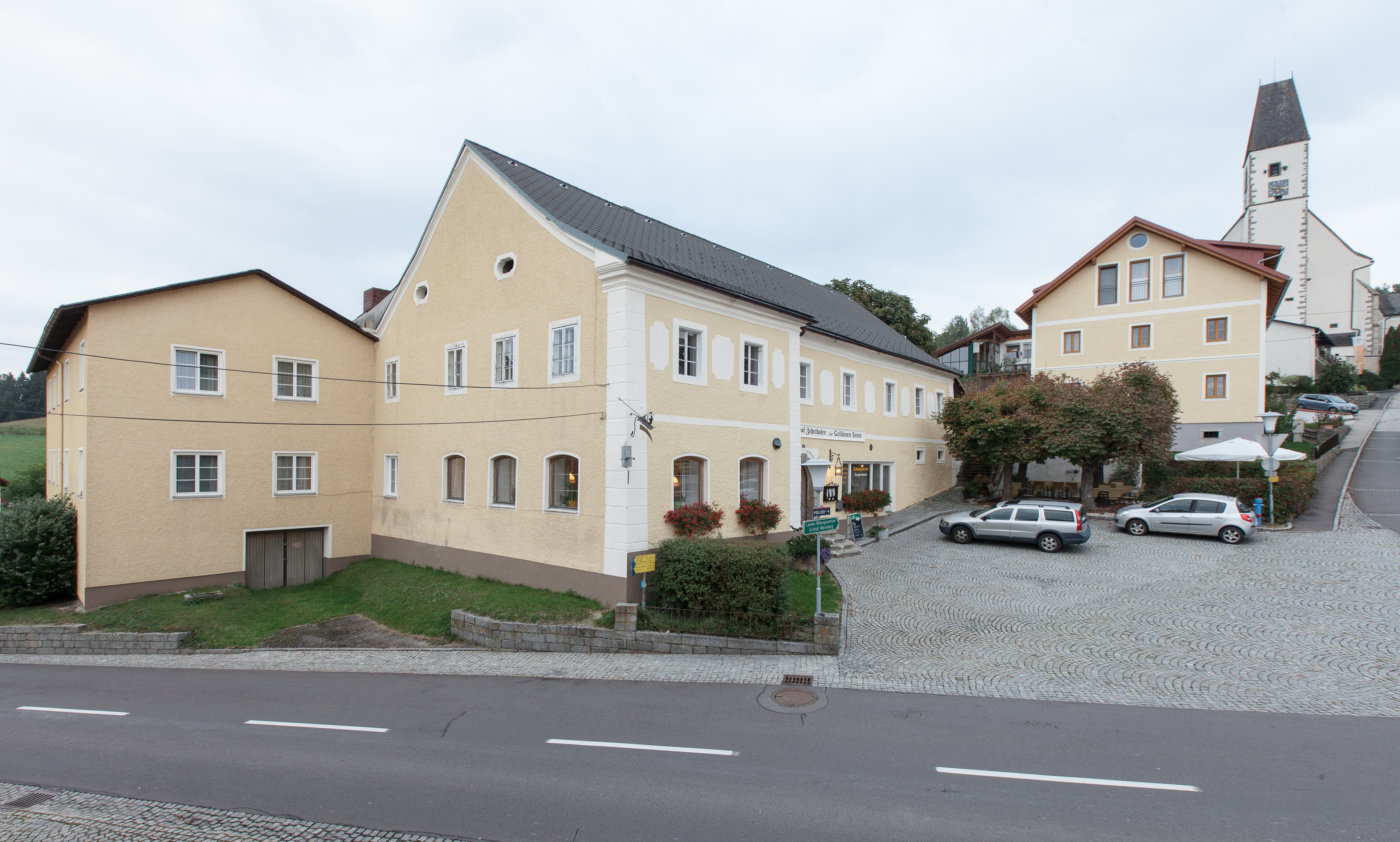
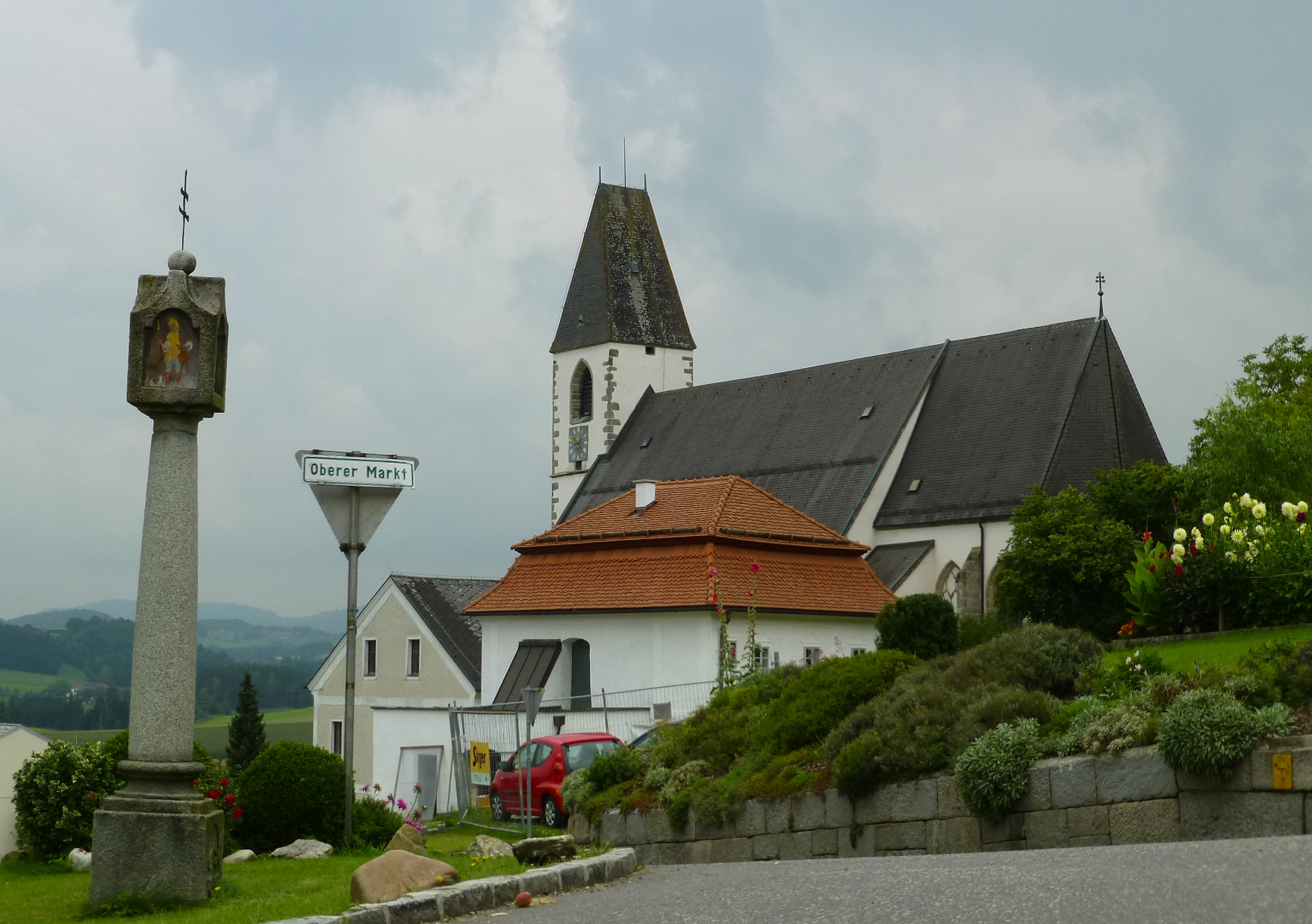
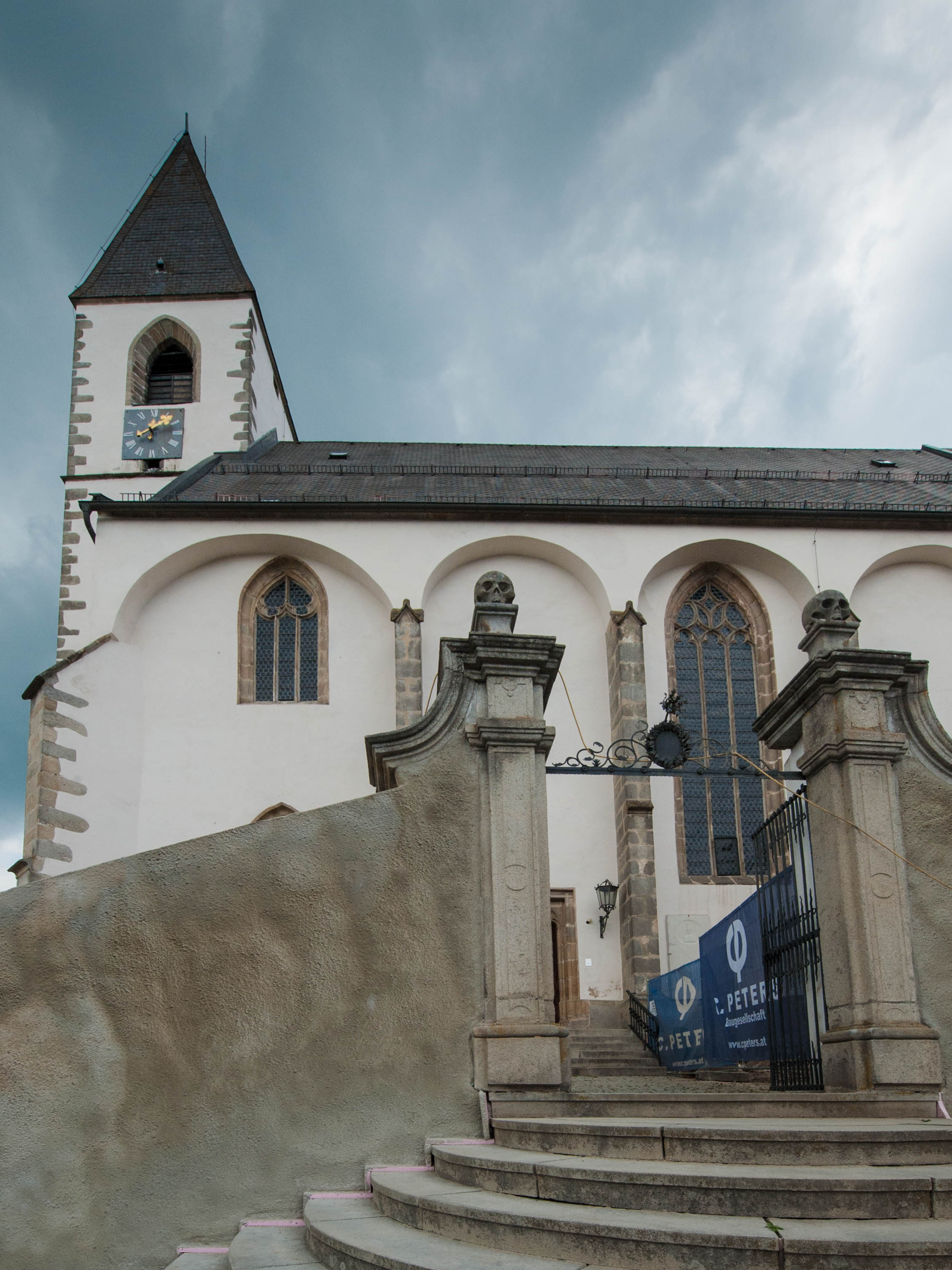
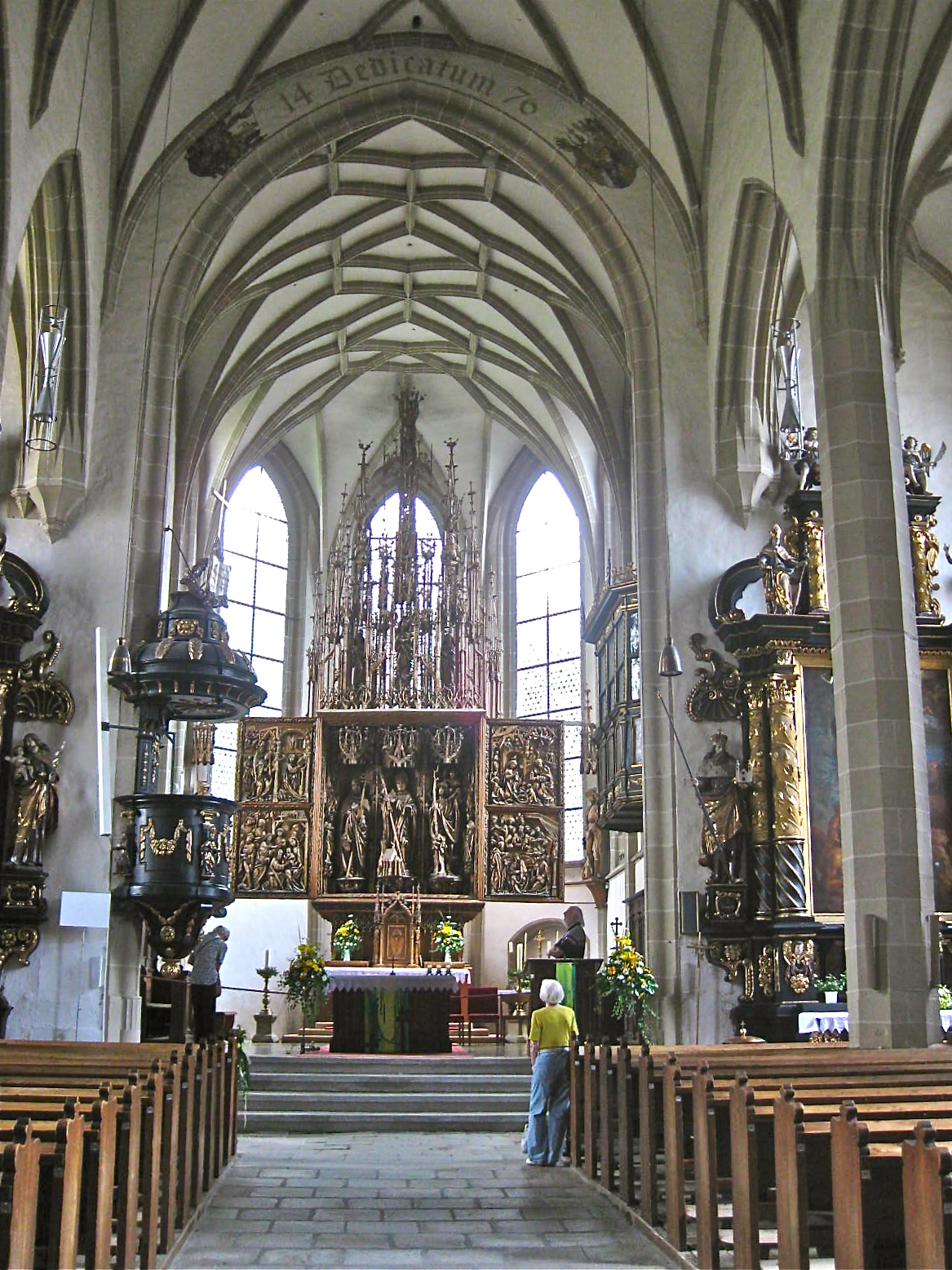
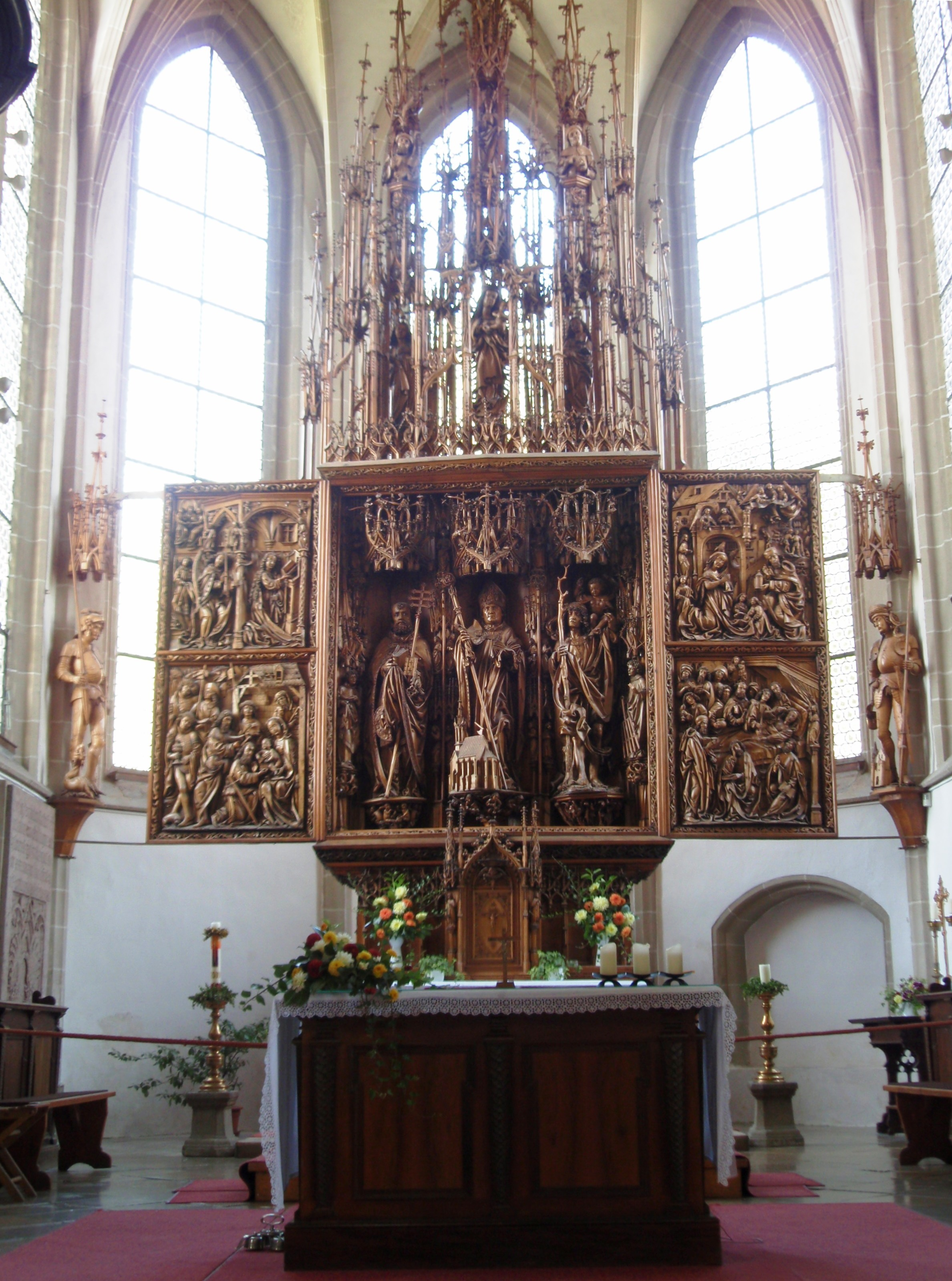
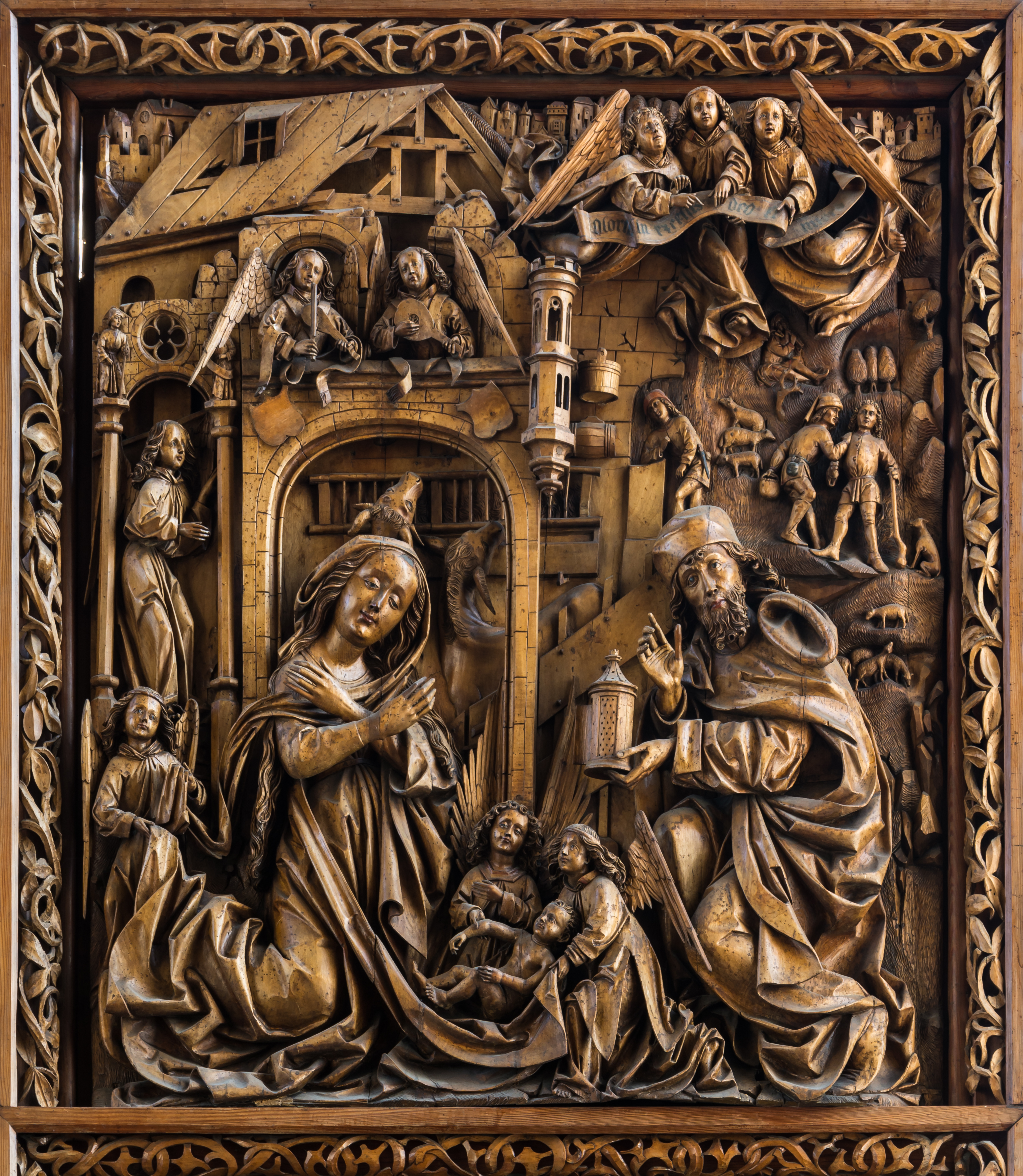
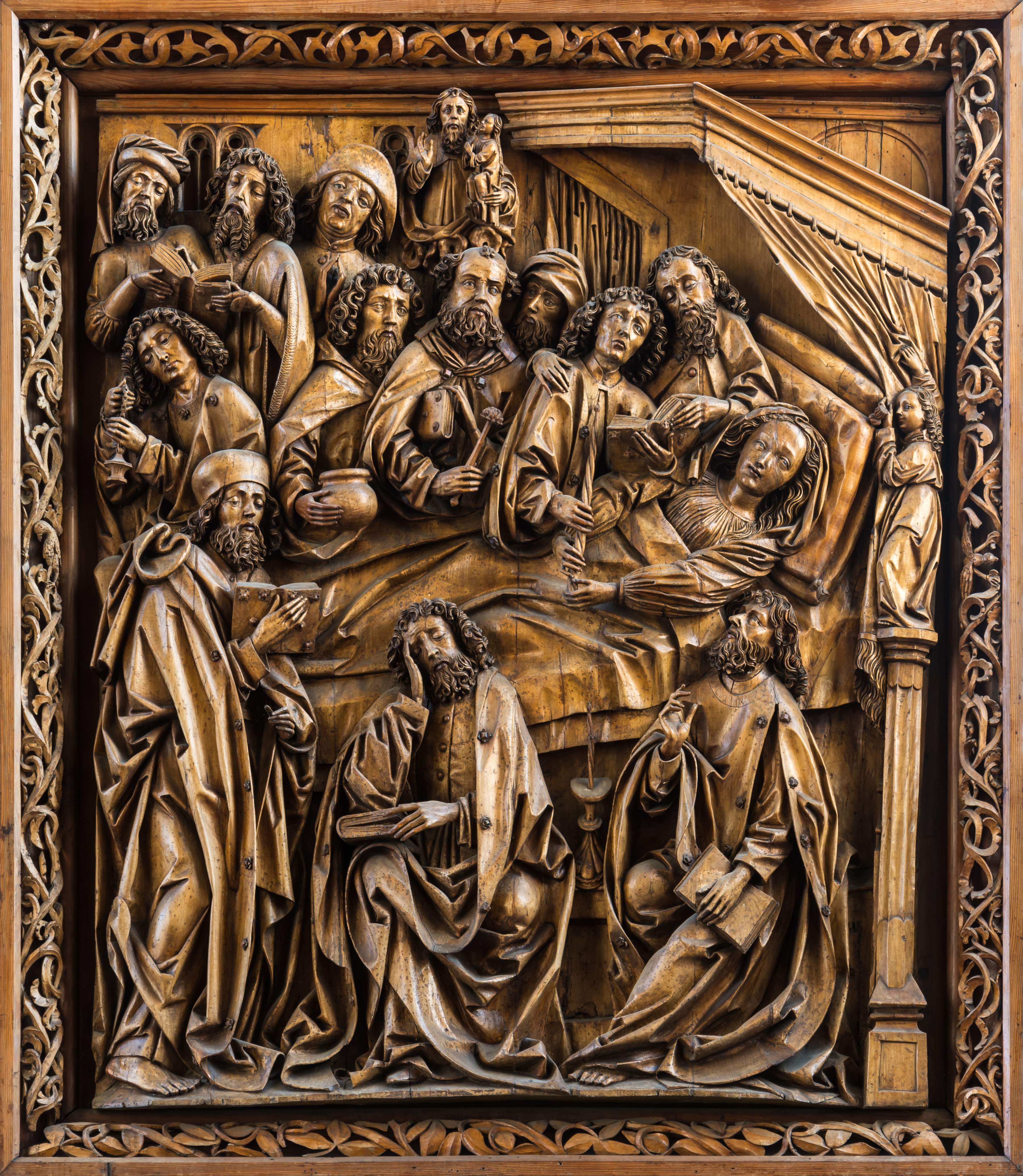
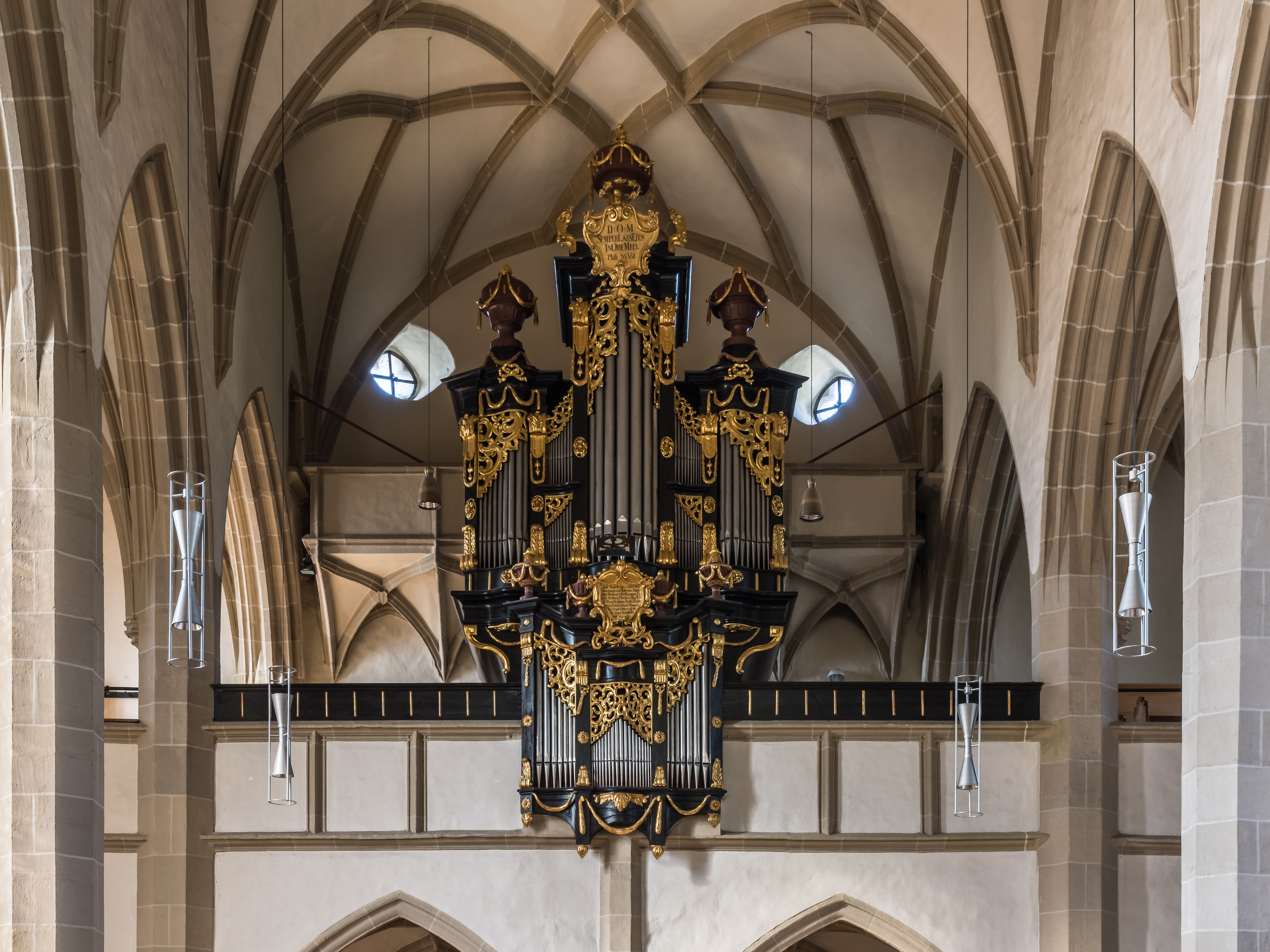